# Mémorial d'Uster

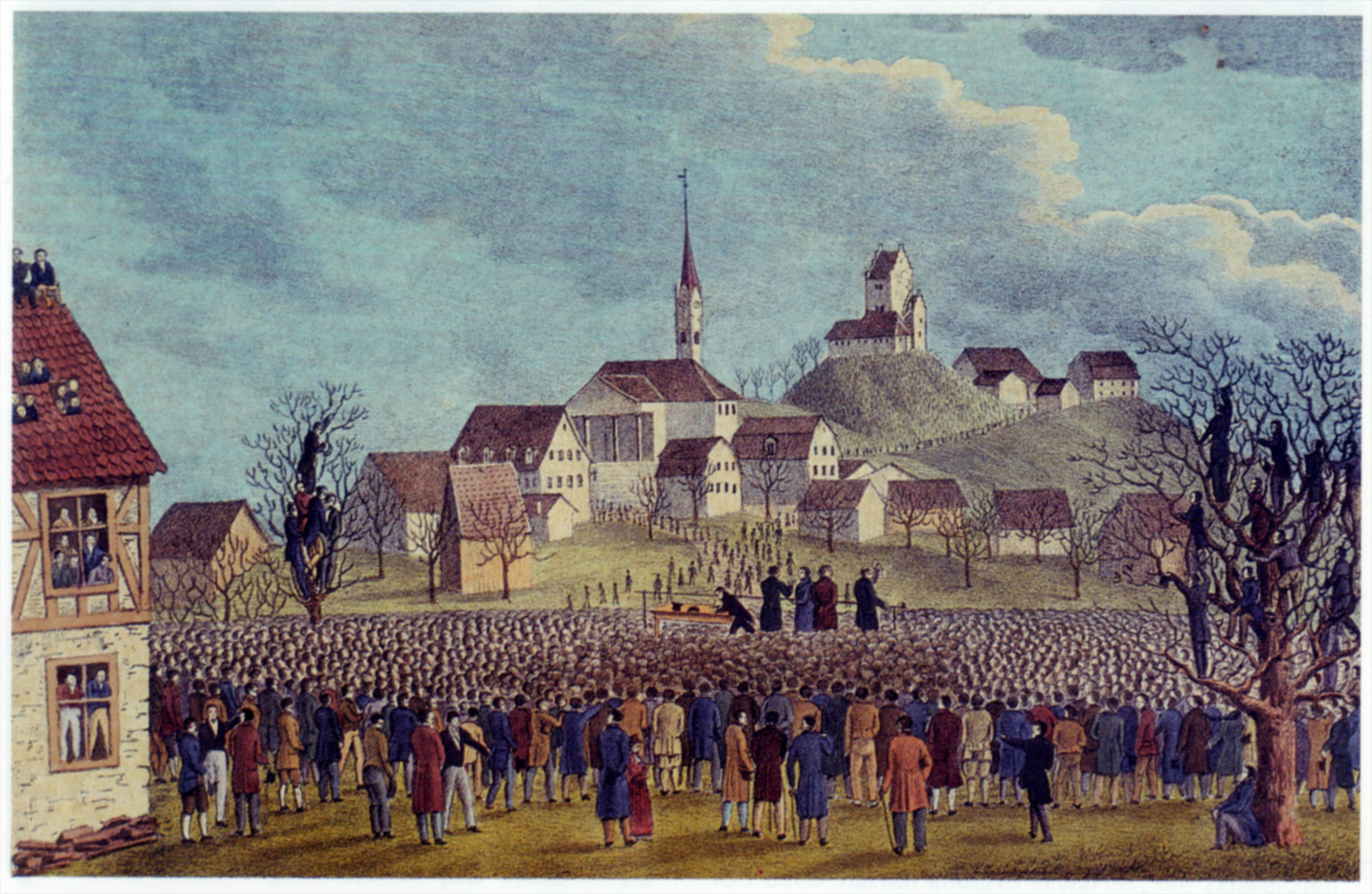
Rassemblement à Uster le 22 novembre 1830

Le mémorial d'Uster fut signé le 22 novembre 1830 à Uster par la population de la campagne zurichoise, réclamant une nouvelle constitution.  